# 페르가몬
페르가몬 또는 페르가뭄(그리스어: Πέργαμον 또는 ἡ Πέργαμος)은 아이올리스에 있었던 고대 그리스의 부유하고 강력한 도시이다. 소아시아의 북서쪽 미시아의 고대 그리스 도시였다. 바키르 에게해에서 16마일 정도 떨어져 있고 카이쿠스강 (오늘날 바키르차이강)에서 북쪽의 곶에 있는 에게해 해안가로부터 26km, 현대도시 베르가마에서 북서쪽에 위치한다.
헬레니즘 시대 기간에 페르가몬은 기원전 281년 – 기원전 133년 동안에 아탈로스 왕조가 다스린 페르가몬 왕국의 수도가 되었고, 이들은 이곳을 그리스 세계의 주요 문화적 중심지 중 한 곳으로 탈바꿈 시켰다. 이곳의 남아있는 많은 뛰어난 기념물들의 잔해는 여전히 볼 수 있고 특히 페르가몬의 대제단이 걸작으로 유명하다. 페르가몬은 소아시아 일곱 교회 중 한 곳으로써 요한의 묵시록에 인용되었다.
도시는 355m 높이의 안산암 메사 일대가 중심이었고, 그곳에서 페르가몬의 아크로폴리스가 조성됐다. 이 메사의 북쪽, 서쪽, 동쪽 면은 급격하게 가파른 반면, 남쪽으로는 정상으로 오르도록 길이 형성되어 있다. 아크로폴리스의 서쪽으로는 셀리누스강 (베르가마차이강)이 도시를 통과하여 흐르고, 케티우스강 (케스텔차이강)은 동쪽으로 흐른다.

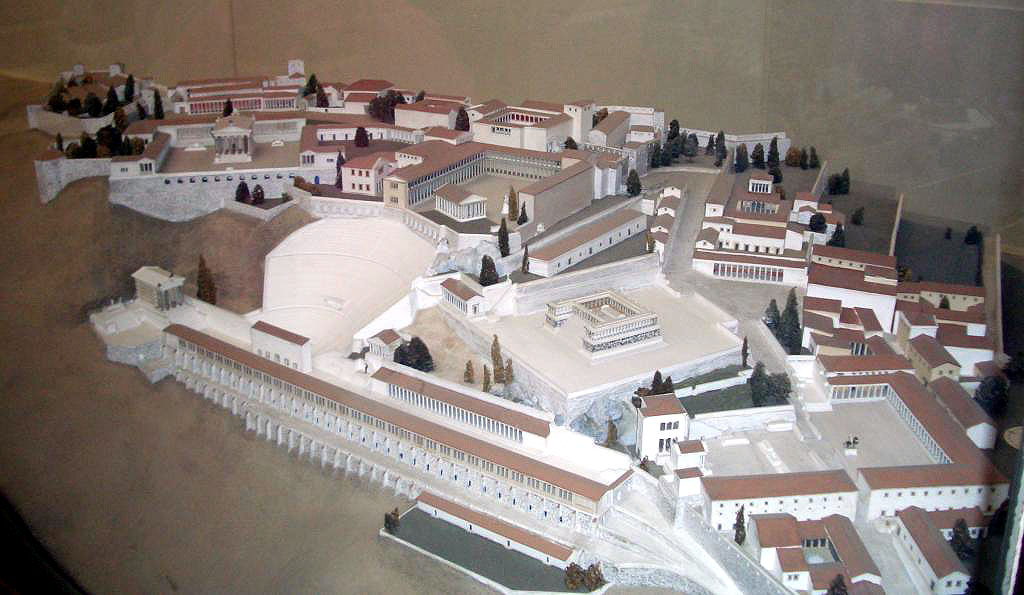
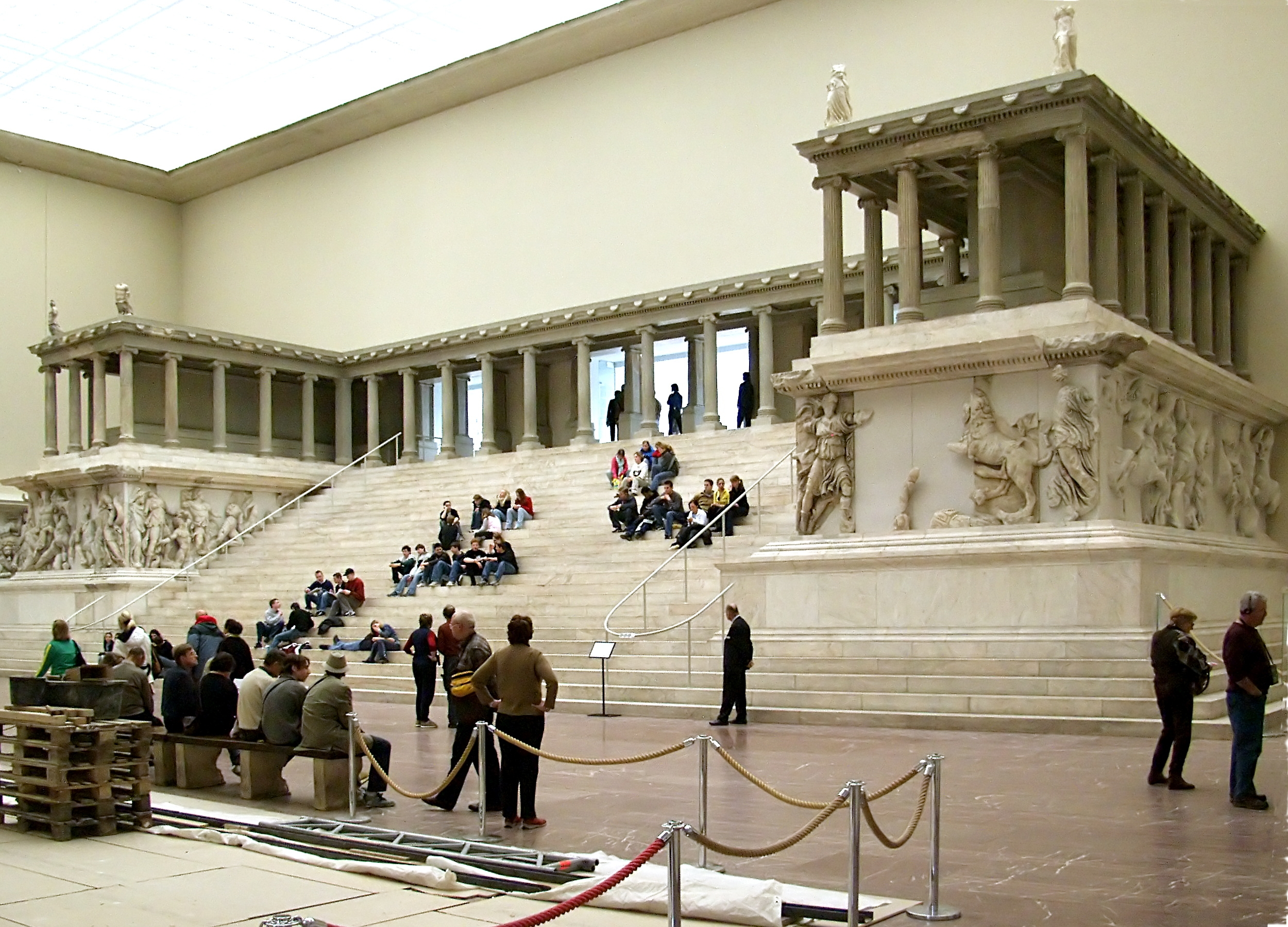
페르가몬의 제단, 독일 베를린 페르가몬 박물관에 전시중
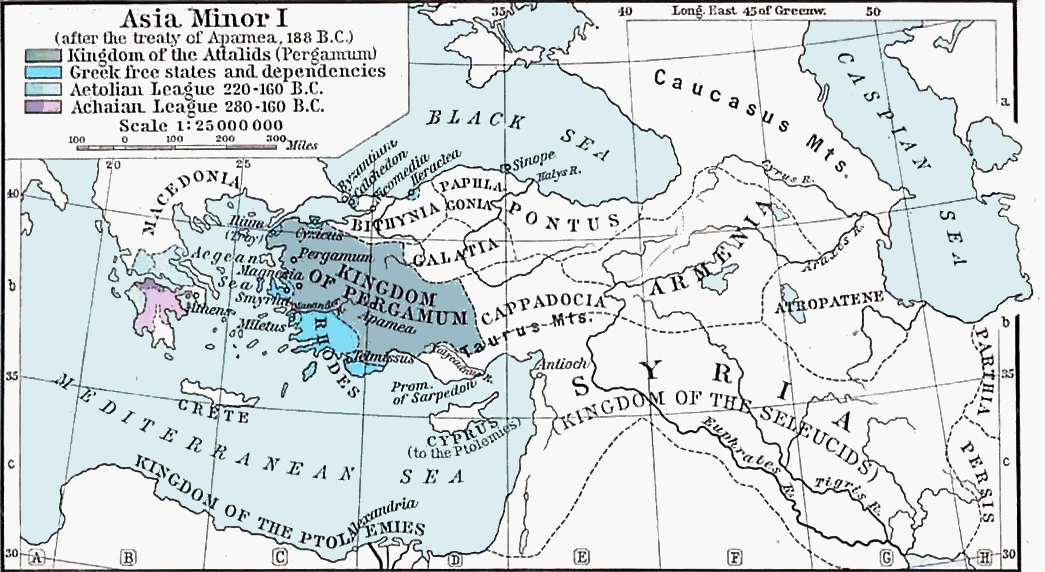
페르가몬 왕국(올리브색,188 BC)
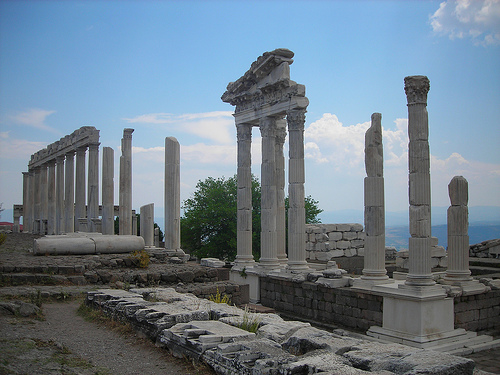

## 저명한 출신
- 페르가몬의 안티파스: 기독교 성인
- 갈레노스: 그리스의 의사